# Nanopartícula de coure

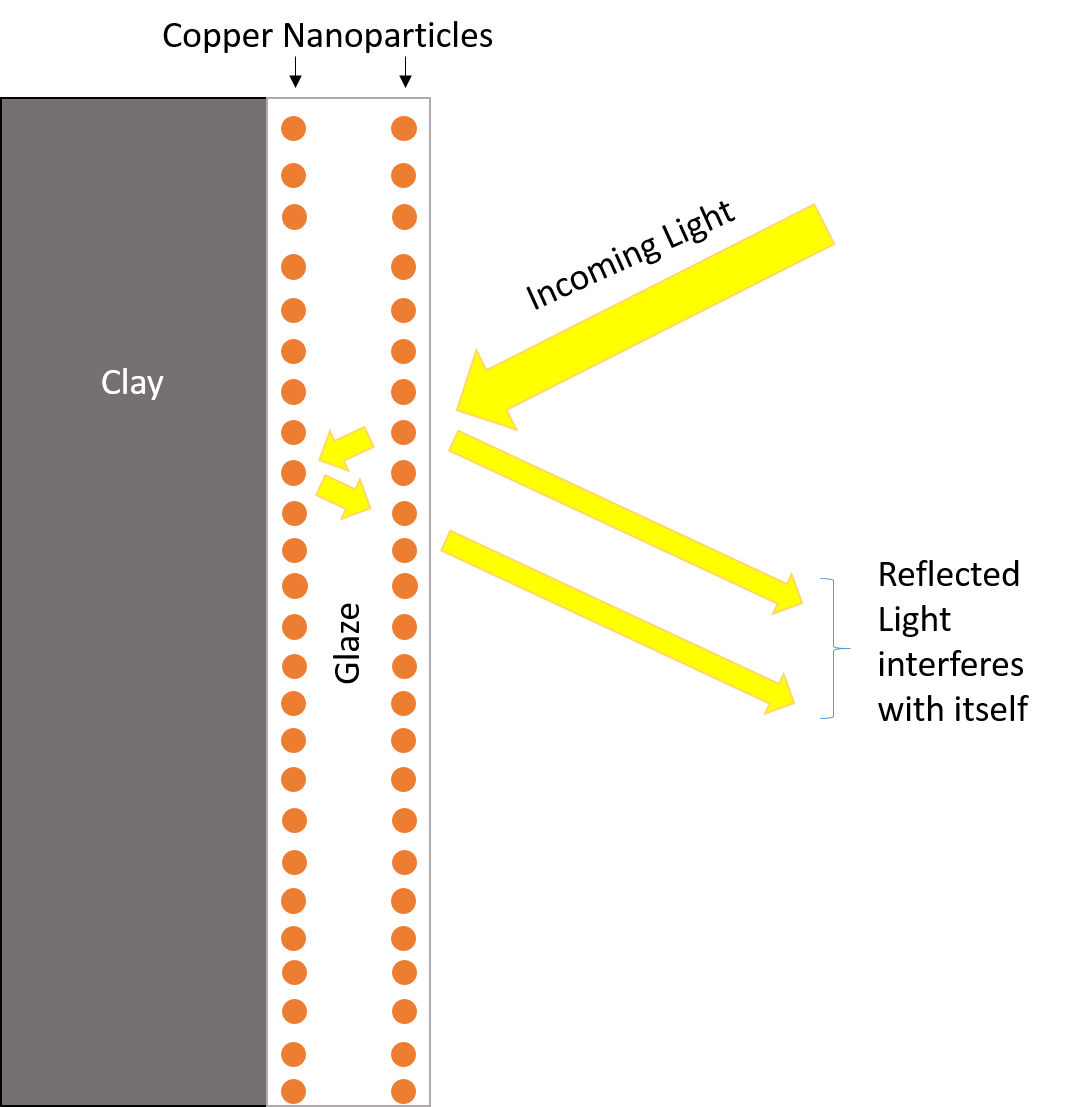
Figura 1: L'efecte de brillantor és causat per efectes d'interferència de la llum que es reflecteix en dues capes de nanopartícules de coure a l'esmalt de la ceràmica.

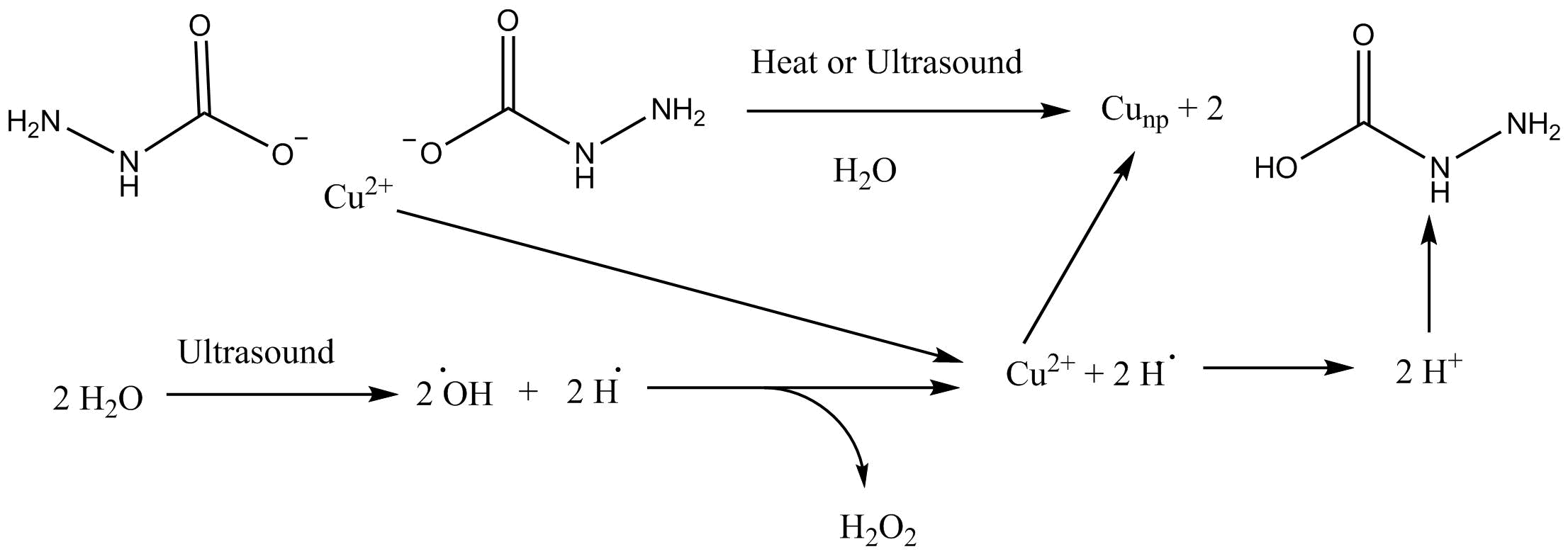
Figura 2: Un mètode de síntesi de nanopartícules de coure implica la sal carboxilat d'hidrazina de coure (II) que experimenta una reacció radical amb hidrogen radical produït per ultrasons per formar nanopartícules, peròxid d'hidrogen i àcid carboxílic d'hidrazina.

Una nanopartícula de coure és una partícula basada en coure de l'1 al 100 nm de mida. Com moltes altres formes de nanopartícules, una nanopartícula de coure es pot preparar mitjançant processos naturals o mitjançant síntesi química. Aquestes nanopartícules són d'especial interès per la seva aplicació històrica com a colorants i biomèdics i antimicrobians.
Un dels primers usos de les nanopartícules de coure va ser el color de vidre i ceràmica durant el segle IX a Mesopotàmia. Això es va fer creant un esmalt amb sals de coure i plata i aplicant-lo a la ceràmica d'argila. Quan la ceràmica es va coure a altes temperatures en condicions reductores, els ions metàl·lics migraven a la part exterior de l'esmalt i es reduïen a metalls. El resultat final va ser una doble capa de nanopartícules metàl·liques amb una petita quantitat d'esmalt entre elles. Quan la ceràmica acabada s'exposava a la llum, la llum penetraria i es reflectia a la primera capa. La llum que penetra a la primera capa es reflectiria a la segona capa de nanopartícules i provocaria efectes d'interferència amb la llum reflectida a la primera capa, creant un efecte de brillantor que resulta d'una interferència constructiva i destructiva.
S'han descrit diversos mètodes per sintetitzar químicament nanopartícules de coure. Un mètode més antic consisteix en la reducció del carboxilat d'hidrazina de coure en una solució aquosa mitjançant reflux o escalfament per ultrasons sota una atmosfera d'argó inert. Això resulta en una combinació d'òxid de coure i grups de nanopartícules de coure pur, depenent del mètode utilitzat. Una síntesi més moderna utilitza clorur de coure (II) en una reacció a temperatura ambient amb citrat de sodi o àcid mirístic en una solució aquosa que conté sulfoxilat de formaldehid sòdic per obtenir una pols de nanopartícules de coure pura. Tot i que aquestes síntesis generen nanopartícules de coure força consistents, també s'ha informat de la possibilitat de controlar les mides i les formes de les nanopartícules de coure. La reducció de l'acetilacetonat de coure (II) en dissolvent orgànic amb oleil amina i àcid oleic provoca la formació de nanopartícules en forma de vareta i cub mentre que les variacions de la temperatura de reacció afecten la mida de les partícules sintetitzades.